# Masakr u Greysteelu
Masakr u Greysteelu odigrao se 30. listopada 1993. u Greysteelu u Sjevernoj Irskoj.

## Radnja
Tri osobe, pripadnici lojalističke paravojne skupine Ulsterski borci za slobodu (Ulster Freedom Fighters), napale su bar Rising Sun Bar tijekom proslave halloweena. 8 osoba je ubijeno i 13 povrjeđeno u baru koji se nalazi u katoličkoj četvrti. Ovaj napad bio je osvetnička akcija za bombaški atentat na Shankill Road koji je izvela Privremena IRA 23. listopada. 
Torrens Knight, Stephen Irwin, Jeffrey Deeney i Brian McNeill osuđeni su za ubojstvo 8 osoba na kaznu doživotnog zatvora ali dobili su amnestiju poslije sporazuma iz Belfasta u prosincu 1999.